# America’s Got Talent
«Америка ищет таланты» (англ. «America’s Got Talent», также известное как AGT) — телепроект на телеканале NBC и часть франшизы «Got Talent». Это шоу талантов, в котором выступают певцы, танцоры, фокусники, комедианты и другие талантливые люди всех возрастов, желающие выиграть главный приз в $1 000 000. Премьера телепроекта состоялась 21 июня 2006 года. С третьего сезона главный приз составляет $1 000 000, выплачиваемый в финансовой ежегодной ренте в течение 40 лет, а также возможность участия в шоу «Las Vegas Strip» в качестве ведущего.
Этот проект основал Саймон Коуэлл, который изначально в 2005 году хотел запустить британское шоу «Paul O’Grady’s Got Talent» («У Пола О’Грейди есть таланты»), отложенное из-за конфликта О’Грейди с телекомпанией ITV (запустившей позже проект «Britain’s Got Talent»). Таким образом американская версия проекта стала первой полной версией франшизы.

## Процесс отбора

### Прослушивания продюсерами
Общий процесс выбора участников шоу начинается с отдельных закрытых прослушиваний продюсерами, которые проходят в различных городах США. Некоторые из них проходят в театрах, некоторые — в продюсерских аудиториях. Этот раунд проводится за несколько месяцев до прослушивания судьями в городах. Выступления, прослушанные продюсерами, затем показывают судьям и живой аудитории.

### Прослушивания судьями
После прослушивания продюсерами участники проходят прослушивание перед тремя судьями-знаменитостями. Судья может прекратить выступление, нажав на красную кнопку, которая загорается соответствующим значком X над сценой. Если нажаты три X, то выступление прекращается. С третьего сезона зрители также участвуют в оценке выступления, так как их реакция на выступление может успешно пройти или повлиять на голос судьи. Если выступление получает два или более голосов «за», то они переходят в следующий раунд.

### Неделя в Лас-Вегасе
Со второго по восьмой сезон неделя в Лас-Вегасе была промежуточным этапом между прослушиваниями и концертами, которые проходят в «Лас-Вегас-Стрип». Названия для этого тура в предыдущих сезонах были разными, среди них «Las Vegas Callbacks» («Обратные вызовы Лас-Вегаса») и «Vegas Verdicts» («Приговоры Вегаса»). Этап «Лас-Вегас» обычно включает выступления, которые проходят вторично для судей (за исключением 4-го сезона), в котором затем выбираются выступления для их участия в концерте. В 9 сезоне участники выступали в Нью-Йорке и этап назывался «Judgement Week» («Неделя принятия решения»).
С 10 сезона формат этапа изменился и стал называться «Judge Cuts» («Судейское сокращение»). В каждом эпизоде к судьям присоединялся приглашённый судья, который помогал принимать решение в выборе участников для живых шоу. Также как и на прослушиваниях, приглашённый судья мог использовать золотую кнопку. Данный этап проходит в Лос-Анджелесе.

### Концерты
Во время живых выступлений отбор будет начинаться с Тор 20 (2 сезон), а за 48 будут бороться голоса зрителей и судей. В первом сезоне судьи не могли закончить прослушивание, но, возможно, либо они «проверили» участника, либо нажали на кнопку «X». После второго сезона жюри могли раньше закончить выступление, и «контроль» был устранён. Как правило, действия происходят в первом туре, состоящий из серии четвертьфиналов. Эти туры также могут состоять из дополнительных шоу «Wild card» («Дикая карточка») из предыдущих раундов, а с пятого сезона выступления финалистов прослушивались на Youtube. Из них видно, что существующая группа делится пополам благодаря голосам публики и судей. Как правило, на данном этапе голосование судей ограничивается критикой, хотя во всё время (исключая второй сезон) они могли оставить одно выступление до следующего раунда во время первого тура концерта. Затем начинается полуфинал и ещё больше раундов (например, «Топ-8» или «Топ-10», в зависимости от сезона) через серию еженедельных шоу, в каждом из которых с каждый разом уменьшается число выступлений, основанных на общественном голосовании. В большинстве сезонов жюри не голосовали в полуфиналах. Все эти туры завершаются в прямом эфире финала, состоящий от 4 до 10 выступлений в течение сезонов. Большинством голосов объявляется победитель, ему вручается $1 000 000, и с момента третьего сезона появился шанс вести шоу в «Las Vegas Strip». С первого по шестой сезон концерты проводились в Голливуде. Начиная с седьмого сезона, концерты проводятся в «Центре Исполнительских Искусств» в городе Ньюарк (штат Нью-Джерси).
С пятого сезона в шоу также был победитель, который выступал со своим главным номером в программе национального тура с соперниками, следующими из финала, прошло в 2010 году в 25 городах.

## Обзор сезонов

### Сезон 1 (2006)
В мае 2006 года телеканал NBC объявил о старте нового шоу. Прослушивание состоялось в июне в Лос-Анджелесе, штате Нью-Йорк, в городе Нью-Йорк, в Чикаго и Атланте. Некоторые объявления подразумевали, что победное выступление могло бы быть заголовком показа в казино, возможно, Лас-Вегаса; но это было заменено на $1000.000 из-за проблем, что в Лас-Вегасе играют несовершеннолетние, если таковой станет чемпионом. Более 12 миллионов зрителей наблюдали за премьерой сезона (это больше, чем во время премьеры шоу «American Idol» в 2002 году). Двухчасовая передача была наиболее популярной ночью на американском телевидении, а самый высокий рейтинг среди зрителей в возрасте от 18 до 49 лет (аудитория прайм-тайма, что самое главное для рекламодателей), сообщает «Nielsen Media Research». В финале сезона была непроверенная часть, которая должна была появиться после поп-рок группы Aly & AJ. Этот сегмент показал Том Грин, который оделся в костюм попугая и пронзительно кричал с живым попугаем, общался телепатически. Зелёный приступил ко взлёту над зрителями в зале, выстреливая из растяжки конфетти из своего костюма на толпу снизу.
В первом сезоне шоу организовал Регис Филбин, судьёй был актёр Дэвид Хасселхофф, певица Бренди Норвуд и журналист Пирс Морган.
Победительницей первого сезона стала 11-летняя певица Бьянка Райан, второе место заняли группа «All That» и музыкальная группа «The Millers».

### Сезон 2 (2007)
После того как премьера первого сезона состоялась в июне 2006 года, второй сезон начался в январе 2007 года и стал [когда?] транслироваться в 8 часов вечера в воскресенье, без отдельного показа результатов шоу, сеть изменилась, выдвинув шоу обратно к лету, после того как первый сезон имел большой успех. Этот шаг сделал прямую конкуренцию с проектом «American Idol», который имеет аналогичную предпосылку и более популярен. На месте «В Америке есть таланты» другое реальное шоу талантов, «Grease: You’re The One That I Want», начало трансляцию в воскресенье вечером в том же временном интервале с начала показа на канале NBC в январе. В марте 2007 года канал NBC объявил, что Филбин не вернётся в шоу в качестве принимающей стороны, а его преемником станет Джерри Спрингер вместе с Шэрон Осборн (бывшей судьёй шоу Саймона Коуэлла «The X Factor»). Это значит, что там будут двое британских судей и один американский.
Второй сезон не дал никаких результатов; были заменены результаты работы вместо ночного шоу. Кроме того, каждый вторник выходил повтор (вместе с эпизодом «The Singing Bee», которые последовали за 90-минутными выпусками шоу «В Америке есть таланты») на канале NBC в следующую субботу.
Финал второго сезона был показан 21 августа 2007 года с Терри Фатором, победителем стала чревовещательница которая также была певицей, а второе место занял певец Кэс Хэйли.

### Сезон 3 (2008)
Телеканал NBC в августе 2007 года объявил о показе третьего сезона. Премьера состоялась 17 июня 2008 года. Прослушивания проходили в Шарлотте, Нашвилле, Орландо, штате Нью-Йорк, Далласе, Лос-Анджелесе, Атланте и в Чикаго в период с января по апрель. По телевидению MySpace прослушивания тоже имели место. Шэрон Осборн, Пирс Морган, Дэвид Хасселхофф вернулись в качестве судей, а Джерри Спрингер как ведущий.
Третий сезон отличался от двух предыдущих во многом. Прослушивания проходили в известных театрах по всей стране, и было на карте было введено новое название с изображением флага США на фоне. X-ы соответствуют параметрам британского шоу «Britain's Got Talent» так же, как и судейская таблица. Как и в предыдущем сезоне обратный вызов Лас-Вегаса продолжается, но там было 40 актов, которые были выбраны для участия в живых раундах, а не 20. В этом сезоне также есть несколько эпизодов с результатами, но не на регулярной основе.
В шоу был взят перерыв на 2,5 недели на время Летних Олимпийских Игр-2008, а показ продолжился 26 августа 2008 года.
Оперный певец Нил Э. Бойд был признан победителем 1 октября 2008 года.

### Сезон 4 (2009)
Премьера четвёртого сезона состоялась во вторник, 23 июня. Четвёртый сезон — первый, который будет транслироваться формате высокой чёткости. Прослушивания в этом сезоне были проведены в более чем 9 городах, включая Нью-Йорк, Лос-Анджелес, Чикаго, Вашингтон, Майами, Атланта, Такома, Бостон, Хьюстон. Тур прослушиваний в Лос-Анджелесе состоялся 29-31 января в «Los Angeles Convention Center» («Центр Соглашений Лос-Анджелеса»), 7-8 февраля в Атланте, в Нью-Йорке и Майами в марте, в Такоме 25 и 26 апреля. Кроме того, живые прослушивания и возможность отправки записи на плёнку, в четвёртом сезоне появляется возможность для загрузки своего видео с его регистрацией на nbc.com/agt. Ведущий этого сезона Ник Кэннон, который сменил Джерри Спрингера. Спрингер заявил, что не сможет принять участия в связи с другими обязательствами. Все судьи повторно появились в этом сезоне.
Прослушивания в этом сезоне такие же, как и в предыдущем, но «Las Vegas Callbacks» переименован в «Vegas Verdicts». Это первый сезон, где результаты эпизодов длились раз в час на регулярной основе. На фоне карты есть полосы американского флага и звёзды вокруг логотипа «America’s Got Talent».
В конце недели в Лас-Вегасе Саймон Коуэлл, исполнительный продюсер шоу, позвонил судьям по телефону, когда те летели обратно в Лос-Анджелес, заявив, что был недоволен «отсевом» судей, который был сделан. Коуэлл заявил, что в этом сезоне было много талантов и представил судьям 8 актов, он думал, что Америка должна снова их увидеть. В результате 2 исполненных выступления в дикой карте вместе с 10 номерами планировались для выступления каждую неделю, расширяя с Топ-40 до Топ-48.
16 сентября 2009 года американский певец кантри-музыки Кэвин Скиннер был назван победителем сезона. Приз был $1.000.000 и показ заголовка на 10 недель в «Planet Hollywood Resort» и в казино на Лас-Вегас Стрип.

### Сезон 5 (2010)
В пятом сезоне сеть рассмотрела вопрос о перемещении проекта на осень, после того, как конкурент «So You Think You Can Dance» переместился с лета на осень к падению сезона в 2009 году. Канал NBC решил сохранить проект летом, который также был судьбой соперника «Dance».
Открытые прослушивания проводились зимой до весны 2010 года в Чикаго, Далласе, Лос-Анджелесе, Нью-Йорке, Орландо и Портленде. Прослушивания нетелевизионных продюсеров были проведены в Атланте и Филадельфии. В первый раз прослушивания проводились онлайн с помощью Youtube.
Для сезона 2010 года Дэвид Хассельхофф остался вести новое телешоу, и был заменён комиком и ведущим шоу «Deal or No Dear» Хауи Манделом. Это заставило Пирса Моргана остаться только оригинальным судьёй шоу. Жюри состоит из двух британских и одного канадского судей.
Премьера шоу состоялась 1 июня в 8 часов по восточному времени. После этого «Talant» возобновил этот же интервал, как в предыдущем сезоне.
15 сентября 2010 года американский певец/композитор Майкл Гримм был назван победителем сезона. Он выиграл $1.000.000 и возможность выступать в «Caesar’s Palace Casino» и курорт на «Лас-Вегас Стрип», а также заголовок в 25-городовом шоу «America’s Got Talent Live Tour» вместе с Джеки Эванко, Файтинг Гравити, Принц Поппикок и другими первыми 10 финалистами.

### Сезон 6 (2011)
Премьера шестого сезона состоялась 31 мая 2011 года в течение специальных 2 часов. Пирс Морган и Шэрон Осборн продолжают судить после принятия на работу на «Piers Morgan Tonight» и «The Talk» соответственно. На «The Tonight Show с Джей Лено» 27 июля 2010 года Морган официально заявил, что он подписал контракт на 3 года, чтобы остаться на «Talent». Хауи Мандел вернулся в качестве судьи, а Ник Кэннон в качестве принимающей стороны.
Телевизионные прослушивания для шоу состоялись в Лос-Анджелесе, Нью-Йорке, Миннеаполисе, Атланте, Сиэтле, Хьюстоне. Прослушивания нетелевизионных продюсеров также прошли в Денвере и Чикаго. Анонсы прослушиваний были показаны во время премьеры «The Voice» на канале NBC 26 апреля 2011 года. Онлайн-прослушивания через Youtube были проведены во второй раз в просмотре выставки, начиная с 4 мая 2011 года. Финалисты этого прослушивания соревновались 9 августа в прямом эфире.
Формат шестого сезона не отличается от формата пятого сезона.
В связи с концертами «The Voice» в июне, AGT выходило в эфир на час раньше, чем как обычный временной интервал 8/7 во вторник (8 часов по Европейскому, 7 часов по Центральному времени). Шоу возобновило регулярный временной интервал 9/8 по вторникам живых шоу 12 июля 2011 года, а AGT сохранило временной интервал 9/8 в течение всего сезона.
В среду, 14 сентября 2011 года, Ландау Евгений Мёрфи-младший, певец в стиле Фрэнка Синатры был признан победителем шестого сезона, а танцевальная группа Silhouettes на втором месте. Он выиграл миллион долларов и будет освящён в «Caesar’s Palace Casino» и курорте вместе с другими 4 финалистами, а также другие избранные фаны, как Анна Грэйсман и Лэндон Суонк.

### Сезон 7 (2012)
12 августа 2011 года, канал NBC подтвердил о старте седьмого сезона шоу «В Америке есть таланты», премьера которого состоялось 14 мая 2012 года.
Первый тур прослушиваний, который судили продюсеры, был проведён в Нью-Йорке, Вашингтоне (округ Колумбия), Тампе (штат Флорида), Шарлотте (штат Северная Каролина), Остине (штат Техас), Анахайме (Калифорния), Сент-Луисе (штат Миссури) и Сан-Франциско. 27 февраля с октября 2011 года по февраль 2012 года шоу начало свои живые театральные выступления в Нью-Йорке.
15 декабря 2011 года Говард Стерн объявил в прямом эфире о своём радио-шоу «SiriusXM», что он в седьмом сезоне заменяет Пирса Моргана в качестве судьи. Кроме того, поскольку Стерн взял на себя работу, шоу перейдёт в Нью-Йорк. Саймон Коуэлл, исполнительный продюсер шоу, также объявил в «The New York Post» в декабре 2011 года, что шоу будет получать «преобразование сверху вниз», подтвердив, что будет новая графика, освещение, музыкальная тема, заставка шоу, логотип и больше живой аудитории.
Судьи Шэрон Осборн и Хауи Мандель, а также принимающая сторона Ник Кэннон, продолжат седьмой сезон.
В апреле 2012 года было объявлено, что живые выступления сезона 2012 года будут проходить в «Центре исполнительных искусств» в Ньюарке (штат Нью-Джерси).
В этом сезоне победил коллектив Olate Dogs, занимающийся трюками с собаками, на втором месте — комик Том Коттер, а на третьем — музыкант Уильям Клоуз.

### Сезон 8 (2013)
Восьмой сезон стартовал 4 июня 2013 года.
О новом сезоне было объявлено в рекламном видео, показано во время рекламной паузы во втором концерте седьмого сезона. Шэрон Осборн первоначально заявила, что она не вернётся в течение сезона, но потом сказала, что пребывала с шоу «сейчас».
Осборн подтвердила, что покинет шоу после вражды с NBC 6 августа 2012 года. О ролях в этом сезоне официально ещё не объявлено. 29 ноября 2012 года Ник Кэннон официально подписал контракт с телесетью для проведения шоу Talent ещё раз. 3 декабря 2012 года Говард Стерн объявил в своём радио-шоу, что он вернётся в восьмой сезон. Рекламную листовку от канала NBC о предстоящих прослушиваниях показали только Стерн и Кэннон. 12 февраля 2013 Хоуи Мэндел в новостной программе «Access Hollywood» объявил, что вернётся ещё на один сезон. 20 февраля 2013 года было объявлено, что одна из членов группы Spice Girls Мелани Браун заменит Шэрон Осборн в качестве третьего судьи. В компании Entertainment Weekly в то же время также сообщили, что NBC смотрит на возможность добавления четвёртого судьи. 3 марта 2013 года было объявлено, что супермодель Хайди Клум будет в шоу в качестве четвёртого судьи.
Опрос аудитории в городах для восьмого сезона было объявлено 11 июля 2012 года. Первая серия городов прослушиваний была объявлена: Лос-Анджелес, Сиэтл, Портленд, Новый Орлеан, Бирмингем, Мемфис, Нэшвилл, Саванна, Роли, Норфолк, Сан-Антонио, Нью-Йорк, Колумбус и Чикаго. В этом сезоне прослушивания будут проходить и в других городах, чем когда-либо прежде. Проект В Америке есть таланты переехал в «Радио-сити-мьюзик-холл» в городе Нью-Йорк для показа живых выступлений 9 сезона. Запись прослушиваний перед судьями и зрителями началось 4 марта. Шоу много путешествовало по городам Нью-Орлеан, Нью-Йорк, Чикаго, Лос-Анджелес и Сан-Антонио.

### Сезон 9 (2014)
Премьера девятого сезона состоялась 27 мая 2014 года. Продюсерские прослушивания начались 26 октября 2013 года в Майами. Другими городами для прослушивания были Атланта, Балтимор, Денвер, Хьюстон, Индианаполис, Лос-Анджелес и Нью-Йорк. Прослушивания перед судьями прошли с 20 по 22 февраля в «Центре исполнительных искусств» в Ньюарке, где также также проходили живые выступления в седьмом сезоне. Судейские прослушивания были проведены в Нью-Йорке в Мэдисон-сквер-гарден с 3 по 6 апреля и в Лос-Анджелесе в театре Долби с 23 по 26 апреля.
Живые выступления вернулись в «Радио-сити-мьюзик-холл» 29 июля. Также в шоу произошло изменение, этап «Судебная неделя» был проведён в Нью-Йорке вместо Лас-Вегаса. Сначала «Судебную неделю» планировали проводить перед живой аудиторией, но после трёх выступивших участников, продюсеры отказались от концепции живой аудитории. В этом сезоне также была добавлена «Золотая кнопка», которая была представлена на шоу Britain’s Got Talent в этом же году. Каждый судья мог нажать кнопку только один раз за весь сезон, чтобы спасти участника от выбывания. Золотая кнопка была использована два раза, Хоуи Мэнделом и Говардом Стерном.
17 сентября Мэт Франко был объявлен победителем, он стал первым фокусником, который победил на шоу. Певица Эмили Уэст заняла второе место. Третье место заняла группа акробатов AcroArmy.

### Сезон 10 (2015)
Премьера десятого сезона состоялась 26 мая 2015 года. Продюсерские прослушивания начались второго ноября 2014 года в городе Тампа. Следующие прослушивания прошли в Нэшвилле, Ричмонд (Виргиния), Нью-Йорке, Чикаго, Сент-Луисе, Сан-Антонио, Альбукерке,
Сан-Франциско, Сиэтле, Бойсе, Лас-Вегасе и Лос-Анджелесе.
Первого октября 2014 года Говард Стерн на своём радио-шоу сказал, что он, возможно, не вернётся, но 8 декабря было объявлено, что он вернётся для предстоящего сезона. Ник Кэннон вернулся в роли ведущего в седьмой раз. 9 февраля 2015 года Хоуи Мэндел сказал, что вернётся в десятом сезоне, на следующий день Мелани Браун объявила, что тоже вернётся. 11 февраля было объявлено, что Хайди Клум также возвращается.
Съёмки прослушиваний перед судьями начались 2 марта 2015 года в Нью-Джерси. Прослушивания продолжились в Нью-Йорке, Лос-Анджелесе и Помоне.
Во время летнего пресс-тура NBC было объявлено, что на шоу добавят «Золотую кнопку» как на шоу в Британии, где участник который получил кнопку, попадает прямиком на живые шоу. Спонсором шоу стала сеть кофеен с пончиками Dunkin’ Donuts.
24 июня Говард Стерн сказал на своём шоу, что этот сезон будет для него последним.
16 сентября Пол Зердин был объявлен победителем сезона, второй чревовещатель, который победил на шоу. Комик Дрю Линч занял второе место и фокусник менталист Оз Перлман третье.

### Сезон 11 (2016)
1 сентября 2015 года было объявлено, что шоу вернётся для 11 сезона. Продюсерские прослушивания прошли в Детройте, Нью-Йорке, Финиксе, Солт-Лейк-Сити, Лас-Вегасе, Сан-Хосе, Сан-Диего, Канзас-Сити, Лос-Анджелесе, Атланте, Орландо и Далласе.
22 октября 2015 года было объявлено, что создатель шоу Саймон Коуэлл заменит Говарда Стерна в 11 сезоне. 12 января 2016 года было объявлено, что Мелани Браун, Хайди Клум и Хоуи Мэндел вернутся в роли судей, и Ник Кэннон в роли ведущего. Также живые выступления переместились из Нью-Йорка в Лос-Анджелес. Живые выступления будут проходить в театре Долби.
Прослушивания перед судьями начались 3 марта 2016 года в Пасадине (Калифорния). Премьера сезона состоялась 31 мая 2016 года.
14 сентября двенадцатилетняя певица Грейс Вандервол была объявлена победителем и стала вторым ребёнком, победившим на шоу. Фокусники менталисты The Clairvoyants заняли второе место, а фокусник Джон Доренбос — третье. Комедиант Tape Face был назван самым запомнившимся участником сезона.

### Сезон 12 (2017)
2 августа 2016 года было объявлено, что ведущий Ник Кэннон и четвёрка судей возможно вернутся в 12 сезоне.
4 октября 2016 года Саймон Коуэлл подписал контракт, по которому он будет судьёй до 2019 года (14 сезона).
13 февраля 2017 года Ник Кэннон объявил, что он не вернётся в роли ведущего в 12 сезоне, ссылаясь на разногласия между ним и каналом NBC.
12 марта 2017 года канал NBC объявил, что супермодель Тайра Бэнкс станет новой ведущей шоу.
Премьера 12 сезона состоялась 30 мая 2017 года.
20 сентября Дарси Линн была объявлена победителем 12 сезона, и стала третьем ребёнком победившем на шоу. Певица Анжелика Хэйл заняла второе место и украинская группа Light Balance заняла третье место.

### Сезон 13 (2018)
21 февраля 2018 года было объявлено, что судьи Саймон Коуэлл, Хайди Клум, Мелани Браун и Хоуи Мэндел вместе с ведущей Тайрой Бэнкс вернутся в 13 сезоне. Премьера сезона состоялась 29 мая 2018 года.
19 сентября фокусник Шин Лим был объявлен победителем сезона, став вторым фокусником победившим на шоу. Акробатическая группа Zurcaroh и скрипач Брайан Кинг Джозеф заняли второе и третье место соответственно.

### Сезон 14 (2019)
Премьера сезона состоится 28 мая 2019 года. Ведущий спин-оффа В Америке есть таланты: Терри Крюс станет новым ведущим. Джулианна Хаф и Габриэль Юнион станут новыми судьями, заменив Мелани Браун и Хайди Клум.

### Сезон 15 (2020)
Сезон стартовал в мае 2020 года. Терри Крюс по-прежнему занимает место ведущего, а судьями в этом году стали: создатель и исполнительный продюсер шоу Саймон Коуэлл, американский комик Хоуи Мэндел, известная актриса София Вергара, а также мировая икона моды Хайди Клум.

### America’s Got Talent Live
«America’s Got Talent Live» — это шоу в «Las Vegas Strip», которое показывает победителя каждого сезона «Talent» в качестве основной деятельности.
В 2009 году «America’s Got Talent Live», которое появлялось в «Las Vegas Strip», появляется со среды по воскресенье в «Planet Hollywood Resort» и казино в Лас-Вегасе, в 10-недельном пробеге, начиная с октября 2009 года по январь 2010. В нём было показано 10 заключительных номеров, которые дошли до финала четвёртого сезона. Бывший принимающий этой серии, Джерри Спрингер, который был в качестве ведущего, переключаясь между Стэмфордом (штат Коннектикут) и Лас-Вегасом, записал на плёнку своё самоназванное шоу.
В 2010 году, на первом концерте пятого сезона, победитель озаглавил «America’s Got Talent Live» на «Caesar’s Palace Casino and Resort» в «Лас-Вегас Стрип», который был частью тура по 25 городам, который представил финалистов сезона. Джерри Спрингер вернулся в качестве ведущего тура и вернул название проекту.

## Рейтинги
С начала шоу, рейтинги шоу были очень высокими, начиная с 9 миллионов зрителей до 16 миллионов зрителей, в среднем около 12 миллионов зрителей. Шоу также заняло место высоко в демографике 18-49, обычно колеблясь где-то от 2.0 до целых 4.6 на протяжении всего своего запуска. Средний рейтинг был около 3.0-3.9 в большинстве сезонов. Выпуски с выступлениями претендентов более популярны, чем выпуски, посвящённые объявлению победителей.
Хотя рейтинги шоу были высокими, канал NBC принял решение не ставить шоу в качестве конкурента в осенние или весенние сезоны по разным причинам. Краткий запуск на шоу 2008 года, который был связан с освещение канала NBC летних Олимпийских игр-2008, оказались в восторге всего лишь около 10 миллионов зрителей, а финал был значительно снижен с предыдущего года. В течение первой недели осеннего сезона в 2009 году, тем не менее, результаты шоу «В Америке есть таланты» были хорошими напротив премьеры сезона проекта «So You Think You Can Dance» («Итак, ты думаешь, что можешь танцевать»), и способствовали на мировой премьере американской музыкальной комедийной драмы «Ликование» (англ. «Glee»), осведомляя 9.7 миллионов зрителей, по сравнению с 6.5 миллионами зрителей в «So You Think You Can Dance» и 7.1 миллионов зрителей в «Glee». Однако, конкурирующий соперник SYTYCD был плохо поставлен в падении, который, вероятно, был одним из факторов решения канала NBC оставить летом «Talent».
Самый высокий рейтинг по количеству зрителей на сегодняшний день у четвёртого сезона. Более просматриваемым выпуском шоу был финал пятого сезона с 16.41 миллионами зрителей. Из всех выпусков премьеры, и показанных эпизодов первая часть «Las Vegas Week» в шестом сезоне, имела самые высокие рейтинги 18-49 среди взрослых и рейтинг 4.6.
| Сезон | Начало       | Начало                | Конец                                   | Конец                 | Зрители сезона | Рейтинг сезона |
| Сезон | Дата         | Зрители (в миллионах) | Дата                                    | Зрители (в миллионах) | Зрители сезона | Рейтинг сезона |
| ----- | ------------ | --------------------- | --------------------------------------- | --------------------- | -------------- | -------------- |
| 1     | 21 июня 2006 | 12.41                 | Финальные выступления: 16 августа 2006  |                       |                | 1              |
| 1     | 21 июня 2006 | 12.41                 | Финал сезона: 17 августа 2006           | 12.05                 |                | 1              |
| 2     | 5 июня 2007  | 12.93                 | Финальные выступления: 20 августа 2007  |                       |                | 1              |
| 2     | 5 июня 2007  | 12.93                 | Финал сезона: 21 августа 2007           | 13.87                 |                | 1              |
| 3     | 17 июня 2008 | 12.80                 | Финальные выступления: 30 сентября 2008 | 10.23                 |                | 1              |
| 3     | 17 июня 2008 | 12.80                 | Финал сезона: 1 октября 2008            | 12.55                 |                | 1              |
| 4     | 23 июня 2009 | 11.30                 | Финальные выступления: 15 сентября 2009 | 13.84                 |                | 1              |
| 4     | 23 июня 2009 | 11.30                 | Финал сезона: 16 сентября 2009          | 15.53                 |                | 1              |
| 5     | 1 июня 2010  | 12.35                 | Финальные выступления: 14 сентября 2010 | 14.60                 |                | 1              |
| 5     | 1 июня 2010  | 12.35                 | Финал сезона: 15 сентября 2010          | 16.41                 |                | 1              |
| 6     | 31 мая 2011  | 15.28                 | Финальные выступления: 13 сентября 2011 | 13.67                 | 12.65          | 1              |
| 6     | 31 мая 2011  | 15.28                 | Финал сезона: 14 сентября 2011          | 14.37                 | 12.65          | 1              |
| 7     | 14 мая 2012  | 10.48                 | Финальные выступления: 12 сентября 2012 | 11.05                 | 10.48          | 1              |
| 7     | 14 мая 2012  | 10.48                 | Финал сезона: 13 сентября 2012          | 10.59                 | 10.48          | 1              |
| 8     | 4 июня 2013  | 12.41                 | Финальные выступления: 17 сентября 2013 | 11.19                 | 11.22          | 1              |
| 8     | 4 июня 2013  | 12.41                 | Финал сезона: 18 сентября 2013          | 11.49                 | 11.22          | 1              |
| 9     | 27 мая 2014  | 12.00                 | Финальные выступления: 16 сентября 2014 | 11.46                 | 10.31          | 1              |
| 9     | 27 мая 2014  | 12.00                 | Финал сезона: 17 сентября 2014          | 12.21                 | 10.31          | 1              |
| 10    | 26 мая 2015  | 11.09                 | Финальные выступления: 15 сентября 2015 | 11.33                 | 10.70          | 1              |
| 10    | 26 мая 2015  | 11.09                 | Финал сезона: 16 сентября 2015          | 9.54                  | 10.70          | 1              |
| 11    | 31 мая 2016  | 11.67                 | Финальные выступления: 13 сентября 2016 | 13.97                 | 11.71          | 1              |
| 11    | 31 мая 2016  | 11.67                 | Финал сезона: 14 сентября 2016          | 14.41                 | 11.71          | 1              |
| 12    | 30 мая 2017  | 12.37                 | Финальные выступления: 19 сентября 2017 | 14.70                 | 12.90          | 1              |
| 12    | 30 мая 2017  | 12.37                 | Финал сезона: 20 сентября 2017          | 15.64                 | 12.90          | 1              |
| 13    | 29 мая 2018  | 12.16                 | Финальные выступления: 18 сентября 2018 | 12.99                 | TBA            | TBA            |
| 13    | 29 мая 2018  | 12.16                 | Финал сезона: 19 сентября 2018          | 12.88                 | TBA            | TBA            |

## Аналогичные шоу в других странах
| Страна                      | Название                                                                | Премьера   |
| --------------------------- | ----------------------------------------------------------------------- | ---------- |
| Австралия                   | Australia’s Got Talent                                                  | 18.02.2007 |
| Арабский мир                | Arab’s Got Talent                                                       | 14.01.2011 |
| Аргентина                   | Talento Argentino                                                       | 27.07.2008 |
| Албания и Республика Косово | Albanians Got Talent                                                    | 25.10.2010 |
| Армения и НКР               | Թաքնված տաղանդ Taknvats taghand                                         | 2009       |
| Афганистан                  | Afghan’s Got Talent                                                     | 2013       |
| Беларусь                    | Я могу!                                                                 | 2015       |
| Бельгия                     | Supertalent in Vlaanderen (нид.)                                        | 15.03.2007 |
| Бельгия                     | Belgium’s Got Talent                                                    | 10.09.2012 |
| Болгария                    | България търси талант                                                   | 01.03.2010 |
| Бразилия                    | Got Talent Brasil                                                       | 02.04.2013 |
| Великобритания              | Britain’s Got Talent                                                    | 09.06.2007 |
| Вьетнам                     | Tìm kiếm tài năng                                                       | 18.12.2011 |
| Германия                    | Das Supertalent                                                         | 20.10.2007 |
| Греция                      | Ελλάδα Έχεις Ταλέντο                                                    | 23.03.2007 |
| Грузия                      | ნიჭიერი                                                                 | 01.02.2010 |
| Дания                       | Talent                                                                  | 15.08.2008 |
| Израиль                     | הדבר הגדול הבא HaDavar HaGadol HaBa                                     | 26.06.2007 |
| Индия                       | India’s Got Talent                                                      | 27.06.2009 |
| Индонезия                   | Indonesia’s Got Talent                                                  | 23.07.2010 |
| Ирландия                    | Ireland’s Got Talent                                                    | 03.02.2018 |
| Испания                     | Tienes Talento                                                          | 02.02.2008 |
| Италия                      | Italia’s Got Talent                                                     | 12.12.2009 |
| Центральная Азия            | Centrail Asia’s got Talent                                              | 15.09.2019 |
| Канада                      |                                                                         | 04.03.2012 |
| Китай                       | 中国达人秀                                                              | 25.07.2010 |
| Колумбия                    | Colombia Tiene Talento                                                  | 06.02.2012 |
| Литва                       | Lietuvos talentai                                                       | 27.09.2009 |
| Молдова                     | Moldova are talent                                                      | 2013       |
| Нигерия                     | Nigeria’s Got Talent                                                    | 16.09.2012 |
| Нидерланды                  | Holland’s Got Talent                                                    | 28.03.2008 |
| Новая Зеландия              | New Zealand’s Got Talent                                                | 08.09.2008 |
| Норвегия                    | Norske Talenter                                                         | 22.02.2008 |
| Перу                        | Perú Tiene Talento                                                      | 15.09.2012 |
| Польша                      | Mam talent!                                                             | 13.09.2008 |
| Португалия                  | Aqui Há Talento                                                         | 28.02.2007 |
| Португалия                  | Portugal Tem Talento                                                    | 30.01.2011 |
| Россия                      | Минута славы                                                            | 17.02.2007 |
| Румыния                     | Românii au talent                                                       | 18.02.2011 |
| Сербия                      | Ja imam talenat                                                         | 21.09.2009 |
| Словакия                    | Slovensko má talent                                                     | 21.02.2008 |
| Словения                    | Slovenija ima talent                                                    | 21.03.2010 |
| Таиланд                     | ไทยแลนด์ ก็อตทาเล้นท์                                                       | 06.03.2011 |
| Турция                      | Yetenek Sizsiniz Türkiye!                                               | 13.11.2009 |
| Украина                     | Україна має талант                                                      | 03.04.2009 |
| Уругвай                     | Got Talent Uruguay                                                      | 22.06.2020 |
| Филиппины                   | Pilipinas Got Talent                                                    | 20.02.2010 |
| Финляндия                   | Talent Suomi                                                            | 01.10.2007 |
| Франция                     | Incroyable Talent (2006—2008) La France a un incroyable talent (2009 —) | 06.11.2006 |
| Хорватия                    | Supertalent                                                             | 25.09.2009 |
| Чехия и Словакия            | Česko Slovensko má talent                                               | 29.08.2010 |
| Чили                        | Talento Chileno                                                         | 27.09.2010 |
| Швейцария                   | Die grössten Schweizer Talente (нем.)                                   | 29.01.2011 |
| Швеция                      | Talang Sverige                                                          | 13.04.2007 |
| Эквадор                     | Ecuador Tiene Talento                                                   | 23.03.2012 |
| Эстония                     | Eesti talent                                                            | 09.10.2010 |
| ЮАР                         | SA’s Got Talent                                                         | 01.10.2009 |
| Республика Корея            | 코리아 갓 탤런트                                                        | 04.06.2011 |